# 신잠비
신잠비(申潛碑)은 대한민국 전북특별자치도 정읍시 태인면에 있는, 태인 현감을 지낸 영천자 신잠 선생의 어진 정치와 행적을 기리기 위해 세운 비이다. 1984년 4월 1일 전북특별자치도의 문화재자료 제105호로 지정되었다.

## 개요
태인 현감을 지낸 영천자 신잠 선생의 어진 정치와 행적을 기리기 위해 세운 비이다.
신잠(1491∼1554)은 조선 중종 14년(1519) 현량과에 급제했으나, 기묘사화로 인해 벼슬길에서 물러난 후 20여년간 은거하며 글과 그림에만 전념하였다. 그 후 복직되어 태인과 간성의 목사를 지내었고, 상주목사로 있던 중 목숨을 다하였다. 문장과 서화에 특히 뛰어난 재주를 보였다고 한다.
비는 높은 받침돌 위에 비몸돌을 세웠는데, 비몸돌의 윗변 양 모서리를 깍아 둥글게 처리하였다. 비문은 비바람에 글씨가 많이 닳아 있어 내용을 알아보기 어려우나, 신잠의 공을 기록한 것으로 보인다.
중종 39년(1545)에 만든 것으로, 그의 공을 잊지 못한 이곳 주민들이 후대에 널리 전하고자 세워 놓은 것이다.

## 현지 안내문
이 비석은 태인현감을 지낸 신잠(申潛, 1491-1554)의 업적을 기리기 위해 세운 것이다.
신잠은 중종 38년(1543)에 태인현감으로 부임해 6년 동안 재직하며, 학당을 세워 유학을 권장하는 등 선정을 베풀었다. 신잠이 다른 지역으로 발령 받아 떠난 뒤, 1549년에 고을 주민들이 그에게 감사하는 마음으로 이 비석을 세웠다. 비석의 글은 소세양이 지었는데, 오랜 세월 비바람으로 닳아져 판독이 어려운 상태이다. 태인지역에는 이 비석 외에도 신잠의 위패를 모시고 제사 지내는 무성서원, 신잠의 모습을 새겨두고 제사를 받드는 조각상 등이 있다.

## 참고 자료
- 신잠비 - 국가유산청 국가유산포털